# Josef Kainz

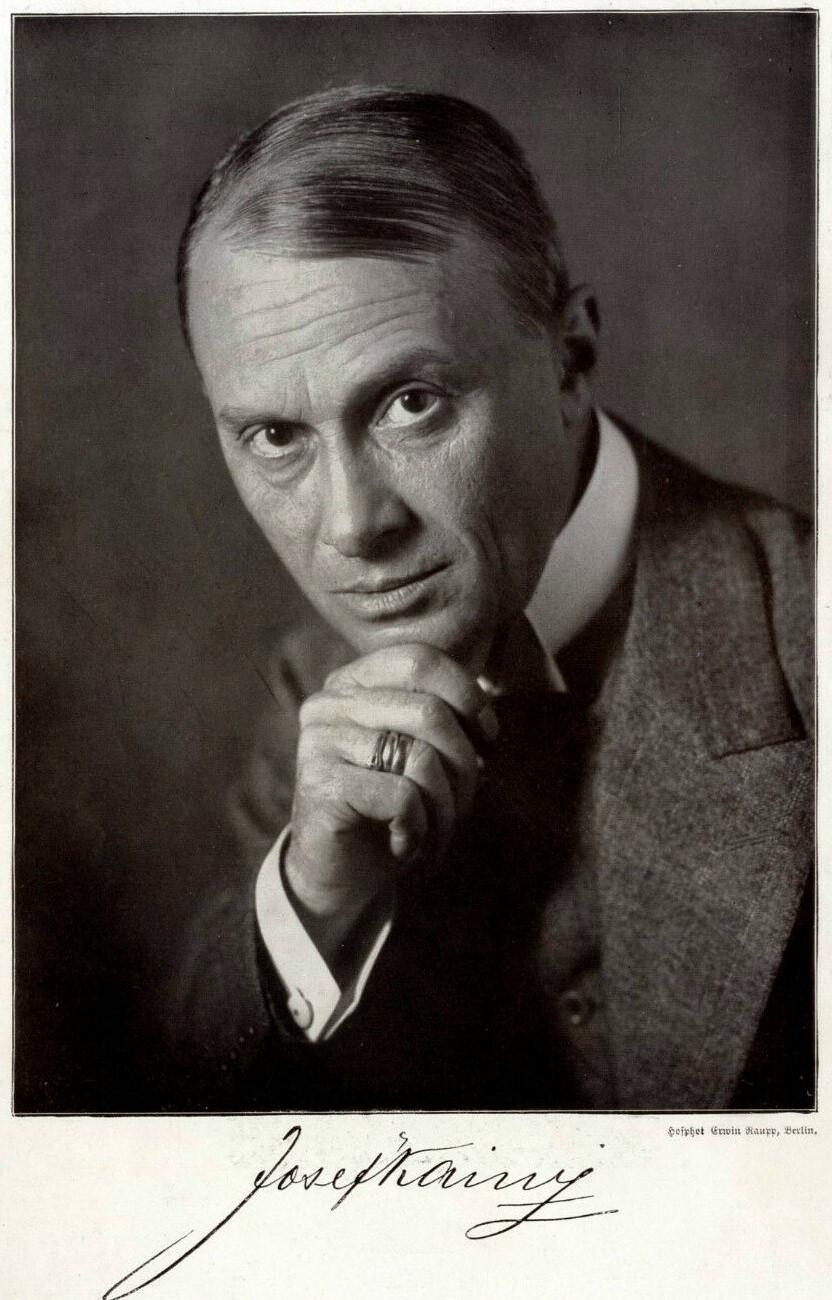
Josef Kainz. Foto von Erwin Raupp

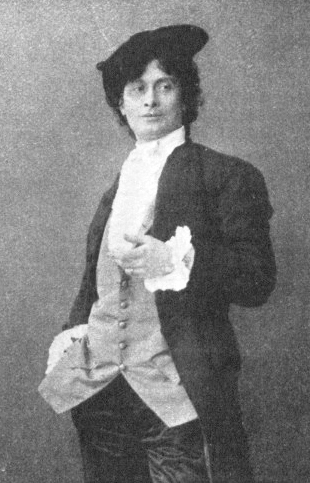
Josef Kainz in der Rolle des Henri aus Der grüne Kakadu von Arthur Schnitzler (1900)

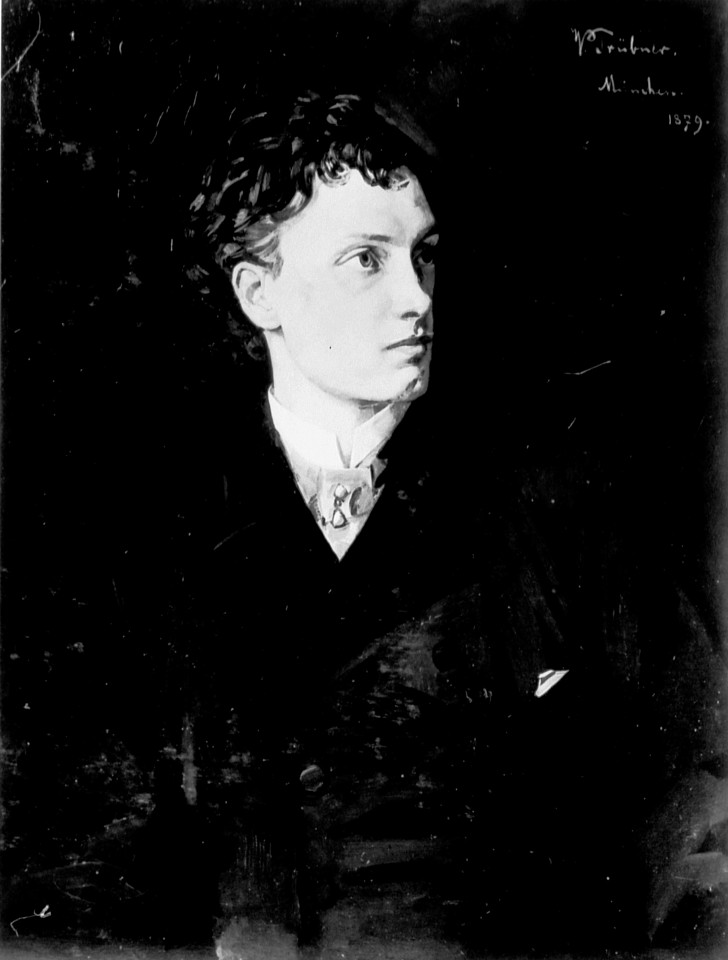
Josef Kainz (Porträt von Wilhelm Trübner)

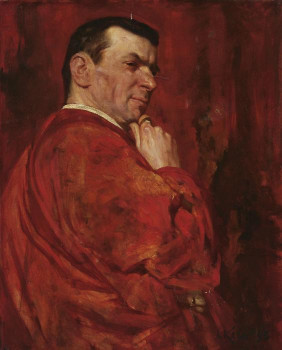
Josef Kainz (Porträt von Ludwig Keller, 1895)

Josef Gottfried Ignaz Kainz (* 2. Jänner 1858 in Wieselburg (heute Mosonmagyaróvár), Kaisertum Österreich; † 20. September 1910 in Wien, Österreich-Ungarn) war ein österreichischer Schauspieler.
Josef Kainz gilt als einer der größten deutschsprachigen Theaterschauspieler. Ihm zu Ehren wurde in Österreich von 1958 bis 1999 jedes Jahr die Kainz-Medaille für bedeutende Leistungen von Schauspielern und Regisseuren verliehen.

## Leben
Kainz war der Sohn des ehemaligen Schauspielers und Eisenbahnbeamten Josef Alexander Kainz und dessen Ehefrau Mathilde (geborene Bernhardt, 1835–1884). Nach dem frühen Unfalltod des Vaters wurde er von seiner Mutter maßgeblich gefördert, die das Theater schätzte und in ihm Talent als Schauspieler erkannte. So wandte sich Kainz der Bühne zu und debütierte als Fünfzehnjähriger am Sulkowskitheater in Matzleinsdorf. 1874 nahm Kainz Schauspielunterricht bei Caesarine Kupfer-Gomansky, erhielt im folgenden Jahr sein erstes Engagement als Liebhaber in Marburg an der Drau und wurde 1876 an das Neue Stadttheater von Leipzig verpflichtet, bevor er 1877 sein Engagement am Meininger Hoftheater antrat. 1879 unternahm Kainz mit diesem Ensemble eine Gastspielreise durch Deutschland, folgte 1880 einem Ruf Ernst von Possarts an das Hof- und Nationaltheater München, wo er wiederholt Hauptrollen in den Separatvorstellungen für König Ludwig II. von Bayern übernahm. Josef Kainz, Emil Rohde (1839–1913) und Franz Innozenz Nachbaur (1830–1902) waren jene drei unter den Münchner Bühnenkünstlern, die zu Ludwig II. in engeren persönlichen Beziehungen standen. Im Sommer 1881 unternahm Ludwig II. mit Kainz eine gemeinsame Reise an den Vierwaldstätter See, wo sich die Beziehung abkühlte. Seit 1883 wirkte Kainz am neu gegründeten Deutschen Theater in Berlin, entwickelte sich dort zum berühmtesten deutschsprachigen Charakterdarsteller seiner Zeit und brillierte unter anderem als Hamlet, Richard II., Don Carlos und Franz Moor in Friedrich Schillers Drama Die Räuber. Die Mutter, mit der er im regen Schriftwechsel stand, folgte ihm nach ihrer Erkrankung 1883 nach Berlin und starb dort im April des Folgejahres. Kainz ließ sie auf dem St.-Hedwigs-Friedhof bestatten. In erster Ehe heiratete er die Deutsch-Amerikanerin Sara Hutzler, die 1893 starb. Im Juni 1898 heiratete er erneut, diesmal Margarethe (Grete) Nathanson, geb. 1858 in Berlin, die ihn um Jahrzehnte überlebte und erst 1950 in Wien starb.
1889 folgte er dem Regisseur Ludwig Barnay an dessen neu eröffnetes Berliner Theater, wurde jedoch nach Differenzen mit diesem kontraktbrüchig. Daraufhin wurde er aus dem Bühnenverein ausgeschlossen. Mit seiner Ehefrau trat er 1891 eine erfolgreiche Amerikatournee an, andere Gastspielreisen führten ihn bis nach Russland (vgl. die Russische Reise von Hermann Bahr).
Anschließend spielte Kainz erneut am Deutschen Theater in Berlin, begann 1899 das ersehnte Engagement am Wiener Burgtheater, an das ihn der Direktor Max Burckhard (1854–1912) als Nachfolger Friedrich Mitterwurzers berief. Hier wurde er bereits am Heiligen Abend 1899 zum Hofschauspieler ernannt und wechselte dann ins schwere Charakterfach. Der Witwer war inzwischen ein zweites Mal verheiratet. Kainz kreierte hier zahlreiche Rollen, unter anderem Shylock und Tartuffe. Zehn Jahre lang wirkte er hier, bis er nach langdauernden Verhandlungen einen sechsjährigen Urlaub zuerkannt bekam. Dem unverträglichen und launenhaften Künstler konnten die Qualitätsansprüche seitens dieses seiner Meinung nach verbeamteten Theaters nicht mehr erfüllt werden.
Josef Kainz starb am 20. September 1910 im Wiener Sanatorium Loew an Darmkrebs, fünf Tage nach seiner Ernennung zum Hoftheaterregisseur. Er lebte ab 1903 bis zu seinem Tod im Döblinger Cottage, Lannerstrasse 24, in der Nähe von Freunden und Bühnenkollegen wie Otto Tressler, welcher Kainz letztlich auch die Totenmaske abnahm.
Seine ehrenhalber gewidmete Grabstätte befindet sich auf dem Döblinger Friedhof in Wien (Gruppe 18, Nummer 15).

## Werdegang

Josef Kainz als Romeo (um 1895)

Nach dem Eintritt ins Mariahilfer Realgymnasium spielte Kainz in Schulaufführungen zum ersten Mal selbst Theater. Mit 15 Jahren stand er im „Dilettantentheater des Karl Kappermann“ auf der Bühne und später spielte er bei Valentin Niklas (1806–1883), ehemaliger Komparseriechef des Burgtheaters, in einem Privattheater – einer Art Probebühne für junge Talente.
Im Frühjahr 1874 wurde Kainz der Burgschauspielerin Caesarine Kupfer vorgestellt, die seine Aussprache und seinen Dialekt tadelte, ihm in den folgenden Monaten aber Sprech- und Schauspielunterricht erteilte.
Am 4. Mai 1875 sprach Kainz am Burgtheater als Schauspieler vor – unter anderem bei August Förster, der bereits seine Direktion in Leipzig vorbereitete. Da Kainz dem designierten Direktor Förster noch zu unerfahren schien, war angedacht, dass er sich zunächst in der Provinz ein Jahr erproben sollte. So ging Kainz zunächst an das königliche Hoftheater Kassel, erhielt aber dort nach seinen Gastspielauftritten kein Engagement, sondern bekam 1875 ein Angebot von Direktor Josef Dietz, als „erster Held und Liebhaber“ nach Marburg an der Drau zu gehen. Als 17-Jähriger spielte er dort beinahe täglich und schrieb ebenso oft an die Eltern in Wien.
Am 21. Juni 1876 erfüllte Förster sein Versprechen und gab Kainz ein Engagement in Leipzig. Mit ungeheuren Erwartungen an das Theater von Förster hoffte Kainz, dass hier sein Talent uneingeschränkt gefördert würde. Zwar konnte Kainz zahlreiche Erfolge auf der Leipziger Bühne feiern, wurde jedoch von Förster nicht so besetzt, wie er es sich erhofft hatte. Da er spielen wollte, um zu lernen und um voranzukommen, geriet er immer wieder mit Förster aneinander, bis es schließlich zum Zerwürfnis kam.
Kainz blieb jedoch nicht lange ohne Engagement. Er wechselte zum Meininger Hoftheater, wo er am 27. August 1877 seinen ersten Auftritt hatte. Bis 1880 ging er mit den Meiningern auf Tournee und spielte so auf vielen großen Bühnen, wie beispielsweise in Berlin, Frankfurt, Wien und Prag. Er scheint allerdings, wie spätere Aufzeichnungen belegen, von der Aufführungspraxis der Meininger (wie stilechte Ausstattung, historische Genauigkeit in Kostüm und Dekoration) nicht wirklich begeistert gewesen zu sein.
Nach drei Jahren verließ er daher die Meininger, um an einer anderen Bühne künstlerisch weiter voranzukommen. Am Münchner Hoftheater trat er erstmals am 4. September 1880 auf, und zwar in Schillers Maria Stuart als Mortimer. Sein Münchner Debüt war jedoch ein Misserfolg. Seine zweite Rolle als Romeo in Shakespeares Drama Romeo und Julia war weitaus erfolgreicher. Am 30. April 1881 spielte Kainz in einer Separatvorstellung für König Ludwig von Bayern den jugendlichen Didier in dem Drama Marion de Lorme von Victor Hugo. Der König war sofort von dem schlanken und sensiblen Schauspieler begeistert. Er befreundete sich mit ihm und wünschte sich die vollkommene Einswerdung von Kainz und Didier. Didier war für ihn Kainz, und Kainz war Didier. Kainz begleitete König Ludwig II. als Vorleser auf einigen seiner vielen Reisen. Er musste zu jeder Tages- und Nachtzeit dem Monarchen zur Verfügung stehen und gewünschte Partien aus Schauspielen deklamieren. Als der Künstler sich aus Übermüdung einmal dem König verweigerte, entzog ihm dieser sein Wohlwollen. Die Frau des Schauspielers, Sarah Hutzler, schrieb über die Beziehung zwischen König und Schauspieler: Die Vertraulichkeit ihres Verkehrs ließ die Scheidewand, die in der Stellung des Künstlers zum Monarchen lag, völlig sinken. Und so geschah es, daß sich im Laufe der Tage nicht mehr Künstler und König, sondern Mensch und Mensch gegenüber stand. Der Künstler muß allmählich seine Scheu vor der Majestät verlieren, und bei der Ursprünglichkeit seines jugendlichen Herzens mochte er wohl des öfteren zu weit über die Kluft der Stellungen hinweggesprungen sein, sich zu oft als bevorzugter Freund gefühlt haben, als berechtigt zu sprechen, wie er mochte, und zu denken, wie die Gedanken gerade kommen (Hutzler 1886, S. 478). Kainz wirkte noch in zwei Privatvorstellungen für den König mit, der dem Künstler als Anerkennung für seine schauspielerischen Leistungen einen Smaragdring, eine Schreibgarnitur und ein gemaltes Wappen überreichen ließ. Die Bitte des Schauspielers, sich vor seinem Weggang nach Berlin noch persönlich verabschieden zu dürfen, wurde vom König nicht erfüllt.
1883 zog es Kainz ans neu eröffnete Deutsche Theater in Berlin, wo er in den folgenden Jahren unzählige Theatererfolge feierte. Als 1887 in Berlin das Berliner Theater eröffnet wurde, wollte Kainz zunächst dorthin wechseln, da er sich unter Direktor Ludwig Barnay neue künstlerische Herausforderung erhoffte. Doch als Kainz feststellte, dass er sich in Barnay geirrt hatte, wurde er nach langen Verhandlungen vertragsbrüchig, so dass das Bühnenschiedsgericht ihn zu einer hohen Geldstrafe und zu einer Theatersperre verurteilte. Darauf tourte Kainz zunächst mit Vorträgen und Lesungen durch Deutschland und emigrierte schließlich 1891 in die USA.
In Amerika spielte er erfolgreich an deutschen Theatern in New York, Milwaukee und Chicago. Erst 1892 kehrte er an das Deutsche Theater in Berlin unter der Intendanz von Adolph L’Arronge zurück und konnte dort bald an seine alten Erfolge anknüpfen.
In seiner Berliner Zeit stand Kainz in 98 verschiedenen Rollen über 2000 Mal auf den Berliner Bühnen. Doch zog es ihn zurück in seine alte Heimat Wien. Kainz’ sehnlichster Wunsch erfüllte sich im Jahr 1899 mit der Verleihung des Titels des „kaiserlich und königlichen Hofschauspielers“ am Wiener Burgtheater.
Sein Vertrag wurde im darauffolgenden Jahr von zwei auf 12 Jahre verlängert. Er spielte hier unter anderem den Hamlet, Orest, Richard III., Mephisto, Shylock, Tartuffe, Oswald, Valentin und Tasso.
Im Herbst 1909 erkrankte Kainz an Darmkrebs, dessen zunehmende Beschwerden die Bühnenpraxis (bis hin zur Bewusstlosigkeit) beeinflussten. Eine Operation war zunächst erfolgreich, doch kehrte das – in seiner Ausweglosigkeit dem Patienten verschwiegene – Leiden wieder. Auf seinem Sterbebett erreichte Kainz am 20. September 1910 als besondere Auszeichnung noch die schriftliche Ernennung zum Burgtheaterregisseur (aus: Programmheft zur Lesung „Ich trage einen Schatz in mir“ im Wiener Burgtheater 2007).
Am 26. November 1898 schrieb Hugo Thimig in sein Tagebuch:
„Romeo: Kainz Großer Triumph. Das Publicum war außer sich vor Enthusiasmus; es rief, jubelte Kainz 40mal vor den Vorhang. Kainz war hinreißend in jeder Beziehung. Überströmenden Naturells und immer künstlerisch. Ein Vulkan der Liebesglut. Nach dem Theater mit Kainz im Hôtel de France zusammen. Er ist ein lieber, ungekünstelter, anregender Mensch. Welcher Unterschied zu dem im Leben so manirirten, bewußten Mitterwurzer.“

## Ehrungen

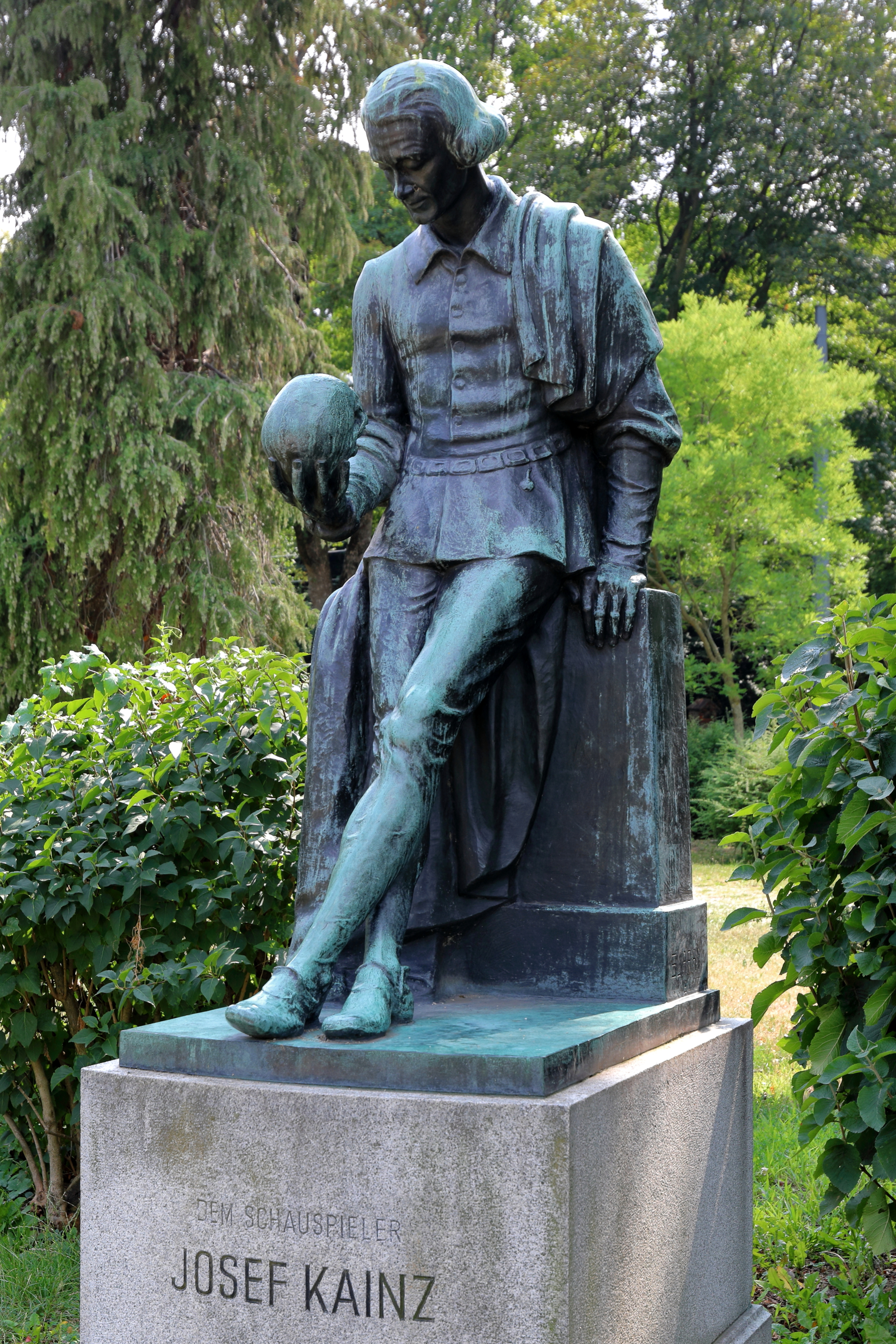
Josef-Kainz-Denkmal in Wien-Währing

Am 12. November 1910 wurde im 18. Gemeindebezirk in dem gegenüber dem Türkenschanzpark liegenden Stadtgarten, damals noch Meridianpark genannt, ein von Alexander Jaráy geschaffenes Denkmal enthüllt. 1931 wurden sowohl der Platz als auch der dort befindliche Park nach ihm benannt.

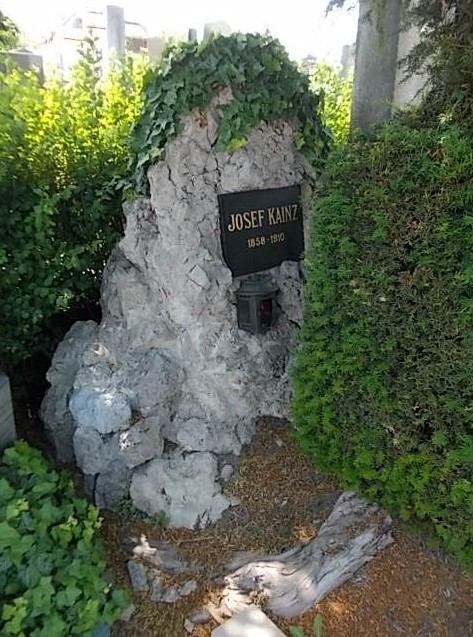
Grabstätte von Josef Kainz